# Mojmír Zedník
Mojmír Zedník (Velká Bystřice, in de buurt van Olomouc, 19 april 1921 – Olomouc, 2 januari 2007 ) was een Tsjechisch componist.

## Leven
Zedník kreeg tot 1937 privé muzieklessen en speelde in dansorkesten mee. Sinds 1945 werkte hij ook tijdelijk in de muziekuitgave Rudolf Antonín Dvorsky in Praag. Vanaf 1953 was hij medewerker bij de Tsjechische omroep en was daar een promotor van de amateuristische muziekbeoefening. Van 1961 tot 1981 leerde hij aan de Pedagogická fakulta Univerzity Palackého v Olomouci (Pedagogische faculteit van de universiteit van Olomouc).

## Composities

### Werken voor harmonieorkest
- 1973 Taneční fantasie
- 1973 Sen (de droom), impressie voor sopraan, gitaar en harmonieorkest
- 1981 Hanácký motiv
- 1980 Vesnická serenáda, voor flugelhoorn (bugel) solo en harmonieorkest
- 1981 Ročník 21
- Concertino, voor trompet en harmonieorkest
- Hanácká serenáda
- Hrajte si s námi
- Intermezzo, voor fluit en harmonieorkest
- Jak šel Honzík do světa
- Májové Duetto (mei duet), voor sopraan, fluit en harmonieorkest
- Mládí dneška
- Prátelství a Láska - (vriendschap en liefde), fantasie voor harmonieorkest
- Serenáda pro pozoun (Serenade voor trombone)
- Stríbrná predehra, overture
- Tanec pro 2 trubky, voor twee trompetten en harmonieorkest

### Werken voor koor
- 2002 Sportovní písničky, voor gemengd koor en piano
  1. Sportuj, sportuj
  2. Gól!
  3. Táta, máma, kluk
- 2002 Písničky pro chlapce a holčičky, voor gemengd koor en piano
  1. Nové šaty
  2. Každý něco
  3. Ukolébavka
  4. Říkadlo
  5. Žáby
- 2002 Chrpové pole - (Le champ des bleuets)
  1. L'important c'est la rose
  2. Quand il est mort le poéte
  3. Santa Lucia
  4. La cucaracha
  5. Come an' go
  6. Ev'ry time I feel de Spirit
  7. Aj, lúčka, lúčka široká
- 2002 Myslivecké písničky, voor gemengd koor
- 2003 Jaro plné úsměvů, voor gemengd koor en piano
  1. Otevřená brána
  2. Podzimní valčík
  3. Jaro plné úsměvů
- 2003 Malí kamarádi, voor gemengd koor en piano
  1. Šly berunky
  2. Tancovaly myši
  3. Hlemýždí spřežení
  4. Vrabčáci
- 2003 Vítáme tě, písničko
  1. Vítáme tě, písničko
  2. Písnička pro kukačku
  3. Kočičí písnička
  4. Písničko, pojď si s námi hrát!
  5. Lunapark
  6. Loučíme se s písničkou
- 2003 Zatoulané písničky, voor gemengd koor en piano
  1. Chceme si zpívat
  2. Těšíme se na každý den
  3. Než vyroste písnička
  4. Zatoulaná
- 2005 Myslivecké písničky
- Aj, lúcka, lúcka široká
- Písničko, pojď si s námi hrát, voor kinderkoor
- Přeštický panenky
- Vozíčku ke mě leť
- Všetci ludia povedajú

### Kamermuziek
- 1990 Rondo, voor klarinet en piano
- Chvilka s akordeonem, voor twee accordeons, piano, gitaar en contrabas

- Gemeinsame Normdatei: 134885295
- International Standard Name Identifier: 0000 0000 7881 8735
- Nationale Bibliotheek van Tsjechië: jk01152337
- Virtual International Authority File: 83973212
- WorldCat: E39PBJyGRdwk77CPDKDjMYtdwC